# Nasjonal Samling

Het insigne van de politieke partij

Nasjonal Samling of NS (ongeveer 'nationale eenheid') was een fascistische politieke partij in Noorwegen die van 1933 tot aan het einde van de Tweede Wereldoorlog bestond. De partij werd opgericht door Vidkun Quisling en Johan Bernhard Hjort. In 1933 en 1936 behaalde NS bij de verkiezingen voor het Noorse parlement, het Storting, ongeveer 2% van de stemmen. 